# Pohár Thayera Tutta 1988
Třetí ročník poháru Thayera Tutta v ledním hokeji se konal od 20. do 27. března 1988 v Nizozemsku v Eindhovenu a Tilburgu. Dvanáct účastníků bylo rozděleno do dvou skupin. Vítězové skupin hráli finále, týmy na druhém místě hrály o třetí místo a týmy na třetím místě o páté místo atd. Ve skupinách se hrálo systémem každý s každým.

## Výsledky a tabulky

### Skupina A
|    |            | JPN  | NED  | CHN  | BUL  | PRK  | AUS  | V | R | P | Skóre | B |
| 1. | Japonsko   | ***  | 5:2  | 5:3  | 1:3  | 5:0k | 15:2 | 4 | 0 | 1 | 31:10 | 8 |
| 2. | Nizozemsko | 2:5  | ***  | 11:3 | 8:1  | 11:0 | 11:1 | 4 | 0 | 1 | 43:10 | 8 |
| 3. | Čína       | 3:5  | 3:11 | ***  | 6:2  | 7:2  | 10:1 | 3 | 0 | 2 | 29:21 | 6 |
| 4. | Bulharsko  | 3:1  | 1:8  | 2:6  | ***  | 5:0k | 4:3  | 3 | 0 | 2 | 15:18 | 6 |
| 5. | KLDR       | 0:5k | 0:11 | 2:7  | 0:5k | ***  | 9:0  | 1 | 0 | 4 | 11:28 | 2 |
| 6. | Austrálie  | 2:15 | 1:11 | 1:10 | 3:4  | 0:9  | ***  | 0 | 0 | 5 | 7:49  | 0 |

- KLDR hrála před turnajem přátelská utkání v NDR. Nebylo jí ale umožněno cestovat do Nizozemska přes SRN, proto se musela vrátit až do bulharské Sofije. Odtud cestovala vlakem do Paříže a pak až do Nizozemska. Proto KLDR nestihla první dvě utkání.

 KLDR -  Bulharsko 0:5 kontumačně (nehráno)
20. března 1988 – Eindhoven
 Čína -  Japonsko 3:5 (1:1, 2:1, 0:3)
20. března 1988 – Eindhoven
 Nizozemsko -  Austrálie 11:1 (4:0, 3:0, 4:1)
20. března 1988 – Eindhoven
 Japonsko -  KLDR 5:0 kontumačně (nehráno)
21. března 1988 – Eindhoven
 Bulharsko -  Austrálie 4:3 (0:1, 2:2, 2:0)
21. března 1988 – Eindhoven
 Nizozemsko -  Čína 11:3 (5:1, 2:1, 4:1)
21. března 1988 – Eindhoven
 Austrálie -  Čína 1:10 (0:4, 0:5, 1:1)
23. března 1988 – Eindhoven
 Japonsko -  Bulharsko 1:3 (1:0, 0:1, 0:2)
23. března 1988 – Eindhoven
 KLDR -  Nizozemsko 0:11 (0:7, 0:2, 0:2)
23. března 1988 – Eindhoven
 Japonsko -  Austrálie 15:2 (2:0, 8:1, 5:1)
24. března 1988 – Eindhoven
 Čína -  KLDR 7:2 (1:1, 2:0, 4:1)
24. března 1988 – Eindhoven
 Bulharsko -  Nizozemsko 1:8 (1:0, 0:4, 0:4)
24. března 1988 – Eindhoven
 KLDR -  Austrálie 9:0 (6:0, 2:0, 1:0)
26. března 1988 – Eindhoven
 Bulharsko -  Čína 2:6 (0:3, 0:2, 2:1)
26. března 1988 – Eindhoven
 Nizozemsko -  Japonsko 2:5 (0:3, 1:1, 1:1)
26. března 1988 – Eindhoven

### Skupina B
|    |            | ITA  | GDR | YUG | ROM  | HUN | DEN | V | R | P | Skóre | B  |
| 1. | Itálie     | ***  | 3:2 | 4:2 | 10:0 | 8:2 | 8:0 | 5 | 0 | 0 | 33:6  | 10 |
| 2. | NDR        | 2:3  | *** | 6:1 | 6:0  | 7:1 | 7:2 | 4 | 0 | 1 | 28:7  | 8  |
| 3. | Jugoslávie | 2:4  | 1:6 | *** | 3:3  | 5:2 | 5:1 | 2 | 1 | 2 | 16:16 | 5  |
| 4. | Rumunsko   | 0:10 | 0:6 | 3:3 | ***  | 5:3 | 3:3 | 1 | 2 | 2 | 11:25 | 4  |
| 5. | Maďarsko   | 2:8  | 1:7 | 2:5 | 3:5  | *** | 4:2 | 1 | 0 | 4 | 12:27 | 2  |
| 6. | Dánsko     | 0:8  | 2:7 | 1:5 | 3:3  | 2:4 | *** | 0 | 1 | 4 | 8:27  | 1  |

 Maďarsko -  Rumunsko 3:5 (0:1, 3:2, 0:2)
20. března 1988 – Tilburg
 NDR -  Dánsko 7:2 (1:1, 4:0, 2:1)
20. března 1988 – Tilburg
 Jugoslávie -  Itálie 2:4 (0:3, 1:1, 1:0)
20. března 1988 – Tilburg
 Rumunsko -  Dánsko 3:3 (0:0, 1:1, 2:2)
21. března 1988 – Tilburg
 Itálie -  Maďarsko 8:2 (2:0, 3:0, 3:2)
21. března 1988 – Tilburg
 NDR -  Jugoslávie 6:1 (2:0, 2:1, 2:0)
21. března 1988 – Tilburg
 Maďarsko -  NDR 1:7 (0:3, 0:3, 1:1)
23. března 1988 – Tilburg
 Dánsko -  Jugoslávie 1:5 (0:4, 0:1, 1:0)
23. března 1988 – Tilburg
 Itálie -  Rumunsko 10:0 (1:0, 6:0, 3:0)
23. března 1988 – Tilburg
 Jugoslávie -  Maďarsko 5:2 (0:2, 4:0, 1:0)
24. března 1988 – Tilburg
 Rumunsko -  NDR 0:6 (0:1, 0:3, 0:2)
24. března 1988 – Tilburg
 Itálie -  Dánsko 8:0 (4:0, 1:0, 3:0)
24. března 1988 – Tilburg
 Rumunsko -  Jugoslávie 3:3 (2:1, 1:1, 0:1)
26. března 1988 – Tilburg
 Maďarsko -  Dánsko 4:2 (0:0, 3:1, 1:1)
26. března 1988 – Tilburg
 NDR -  Itálie 2:3 (0:1, 2:1, 0:1)
26. března 1988 – Tilburg

### Finále
Itálie -  Japonsko 3:0 (0:0, 1:0, 2:0)
27. března 1988 – Tilburg

### O 3. místo
Nizozemsko -  NDR 4:2 (3:1, 1:1, 0:0)
27. března 1988 – Eindhoven

### O 5. místo
Čína -  Jugoslávie 6:9 (1:3, 2:6, 3:0)
27. března 1988 – Tilburg

### O 7. místo
Bulharsko -  Rumunsko 3:9 (1:4, 2:3, 0:2)
27. března 1988 – Eindhoven

### O 9. místo
Maďarsko -  KLDR 3:6 (2:2, 0:1, 1:3)
27. března 1988 – Tilburg

### O 11. místo
Dánsko -  Austrálie 8:1 (3:1, 3:0, 2:0)
27. března 1988 – Eindhoven